# Pudliszki
Pudliszki (prononciation : [puˈdliʂki]) est un village polonais de la gmina de Krobia dans le powiat de Gostyń de la voïvodie de Grande-Pologne dans le centre-ouest de la Pologne.
Il se situe à environ 4 kilomètres au sud-ouest de Krobia (siège de la gmina), à 14 kilomètres au sud-ouest de Gostyń (siège du powiat) et à 71 kilomètres au sud de Poznań (capitale régionale).

## Histoire
Pudlischki fait partie de 1815 à 1887 de l'arrondissement de Kröben puis jusqu'en 1920, de l'arrondissement de Gostyn, dans le district de Posen de la province de Posnanie.
De 1975 à 1998, le village faisait partie du territoire de la voïvodie de Leszno.

Depuis 1999, Pudliszki est situé dans la voïvodie de Grande-Pologne.